# Lussat (Puy-de-Dôme)
Lussat is een gemeente in het Franse departement Puy-de-Dôme (regio Auvergne-Rhône-Alpes). De plaats maakt deel uit van het arrondissement Clermont-Ferrand. Lussat telde op 1 januari 2022 944 inwoners.

## Geografie
De oppervlakte van Lussat bedroeg op 1 januari 2022 9,17 vierkante kilometer; de bevolkingsdichtheid was toen 102,9 inwoners per km².

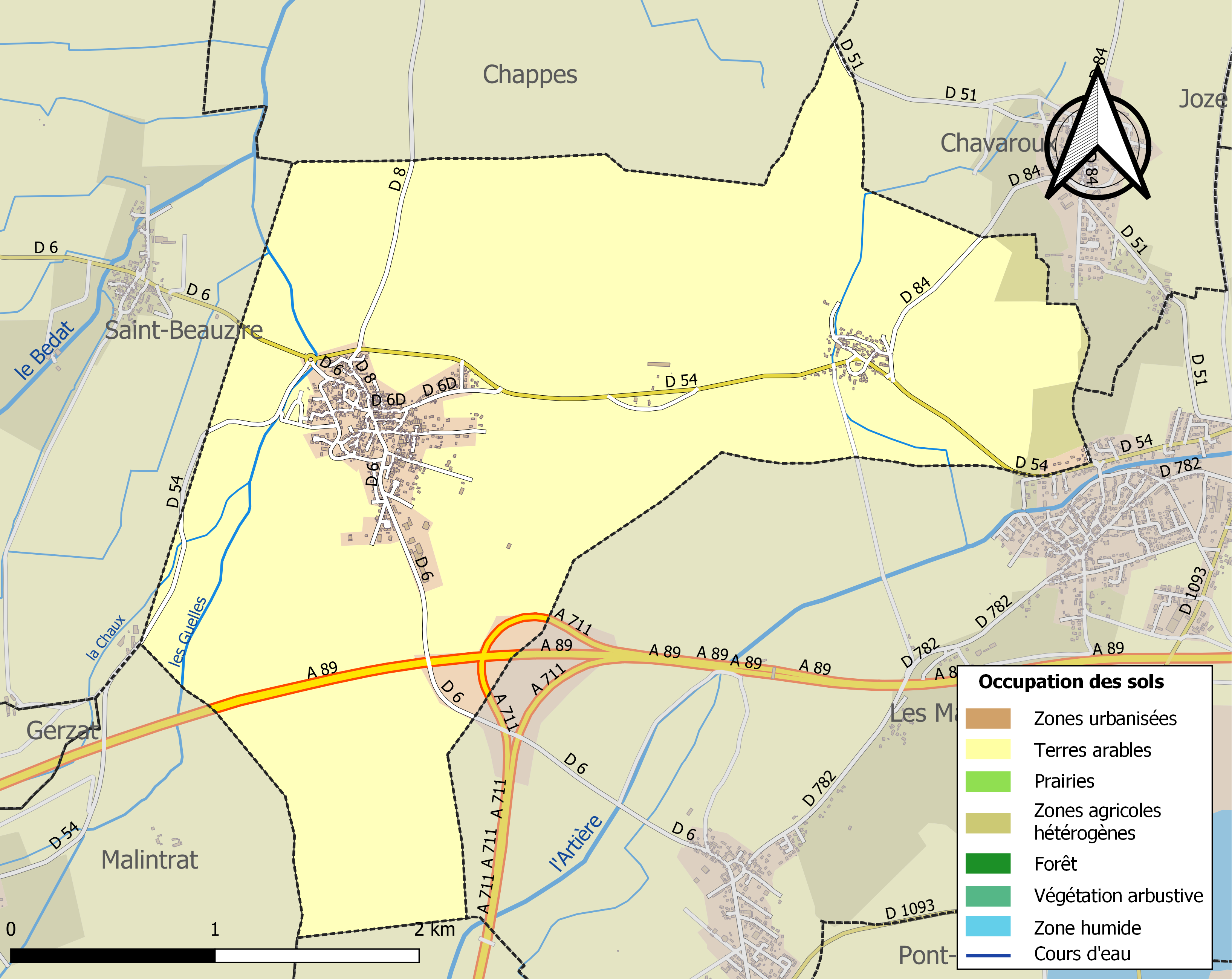
Kaart van de gemeente met belangrijkste infrastructuur, bodemgebruik en omliggende gemeenten

## Demografie
Onderstaande figuur toont het verloop van het inwonertal (bron: INSEE-tellingen).